# St-Guénolé (Ergué-Gabéric)

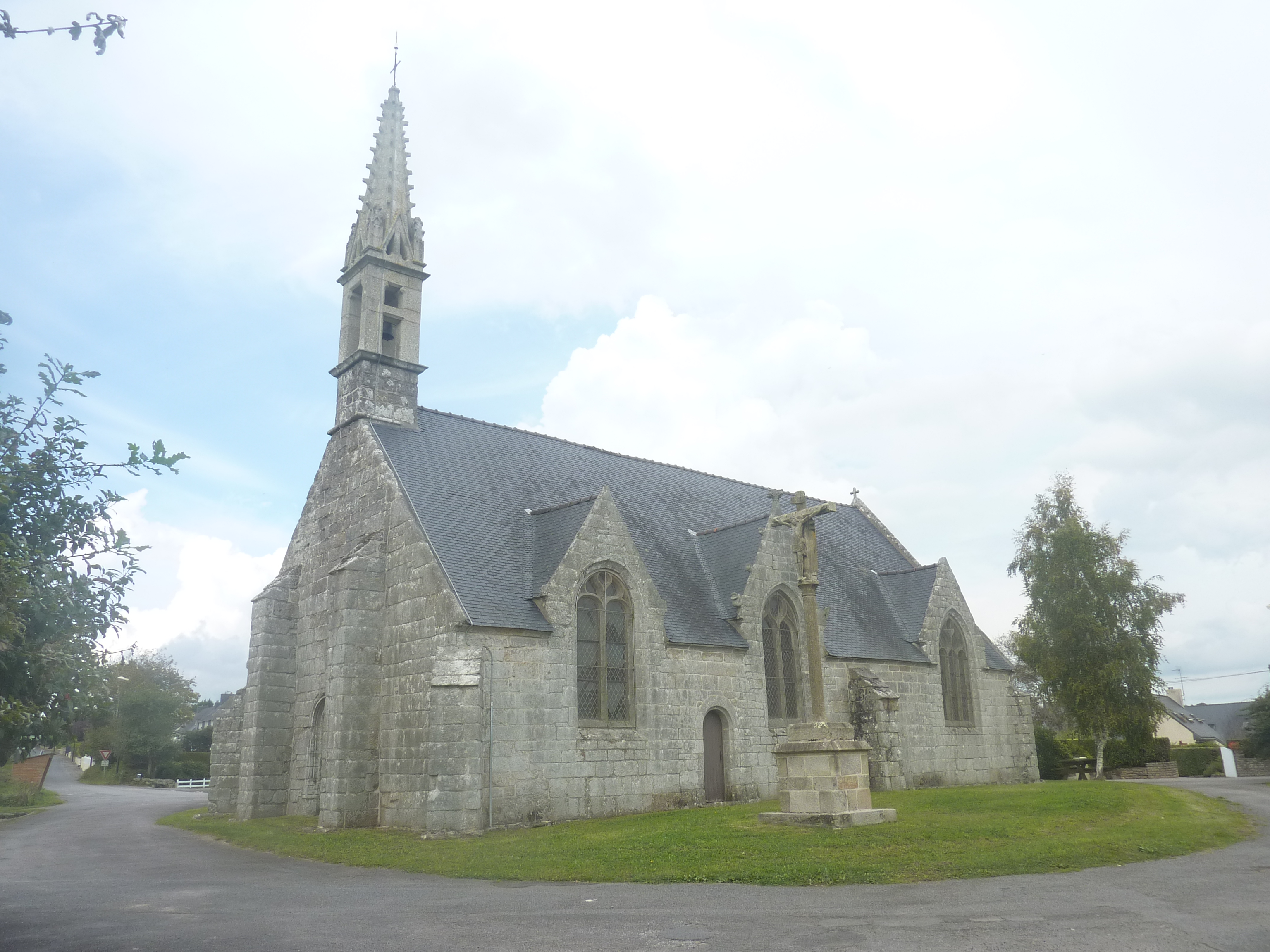
Kapelle St-Guénolé

St-Guénolé ist eine römisch-katholische Kapelle in dem kleinen Weiler Quélennec, einem Ortsteil von Ergué-Gabéric in der Bretagne.

## Geschichte
Die dem heiligen Guengalaenus geweihte spätgotische Kapelle wurde im 16. Jahrhundert durch die Herren von Kerfors in  Quélennec errichtet, das zu den Besitzungen der Abtei Saint-Guénolé von Landévennec gehörte.
Die Kapelle im Stil der Flamboyantgotik zeigt einen rechteckigen Grundriss. Das Langhaus wird im Norden durch ein Seitenschiff erweitert, beide Schiffe schließen im Osten gemeinsam ab. 1975 fand eine grundlegende Restaurierung der Kapelle statt. Der zierliche Dachreiter über dem Westgiebel wurde 1910/11 durch Blitzschlag zerstört und im Jahr 2000 wiederhergestellt.